# Сан-Хуан-де-лос-Лагос
Сан-Хуан-де-лос-Лагос (исп. San Juan de los Lagos)  —   город в Мексике, входит в штат Халиско. Население 43 003 человека.

## История
Город основан в 1663 году .